# 4462 Vaughan
A 4462 Vaughan (ideiglenes jelöléssel 1952 HJ2) a Naprendszer kisbolygóövében található aszteroida. McDonald Observatory fedezte fel 1952. április 24-én.